# Liste der Naturdenkmale in Idstein
Die Liste der Naturdenkmale in Idstein nennt die auf dem Gebiet der Stadt Idstein im Rheingau-Taunus-Kreis gelegenen Naturdenkmale.

## Naturdenkmale
| Bild                          | Bezeichnung                    | Ortsteil, Lage                           | Beschreibung                                                | Art        | Nr.  |
| ----------------------------- | ------------------------------ | ---------------------------------------- | ----------------------------------------------------------- | ---------- | ---- |
| Fotos hochladen               | Linde am Forstamt              | Idstein 50° 13′ 24,9″ N, 8° 16′ 17″ O    |                                                             | Linde      | 7/1  |
| Fotos hochladen               | Linde am Gassenbacher Hof      | Idstein 50° 12′ 30,8″ N, 8° 16′ 6,2″ O   |                                                             | Linde      | 7/10 |
| Fotos hochladen               | Baumgruppe am alten Badeweiher | Idstein 50° 12′ 46,4″ N, 8° 17′ 36,7″ O  |                                                             | Baumgruppe | 7/13 |
| BW                            | Zwillingsbuche                 | Heftrich 50° 12′ 0,8″ N, 8° 19′ 59,6″ O  |                                                             | Buche      | 7/2  |
| BW                            | Linde                          | Heftrich 50° 12′ 40,6″ N, 8° 20′ 59,1″ O |                                                             | Linde      | 7/4  |
| mehr Fotos \| Fotos hochladen | 18 Linden an der „Alteburg“    | Heftrich 50° 12′ 32,2″ N, 8° 20′ 3,2″ O  |                                                             | Linde      | 7/5  |
| mehr Fotos \| Fotos hochladen | Weißfleckenulme                | Walsdorf 50° 16′ 10,1″ N, 8° 17′ 3,4″ O  | Die Weißfleckenulme befindet sich auf dem Friedhof Walsdorf | Ulme       | 7/11 |